# امامزاده پیرمردان
امامزاده پیرمردان یک روستا در ایران است که در فاصله ۲۰ کیلومتری جنوب دهستان طرود شهرستان شاهرود واقع شده‌است که پس از طی ۱۵ کیلومتر به سمت جنوب باید به سمت راست تغییر مسیر داد.این مکان بر فراز کوهی با ارتفاع حدود ۳۰۰ متر واقع شده است.
در پای این کوه اتاق های با امکانات آب و برق و سرویس بهداشتی تهیه شده است.
این مکان در مجاورت روستای سر تخت  قرار دارد .